# IC 2166
IC 2166 ist eine Balken-Spiralgalaxie vom Hubble-Typ SBbc im Sternbild Luchs am Nordsternhimmel. Sie ist schätzungsweise 124 Millionen Lichtjahre von der Milchstraße entfernt und hat einen Durchmesser von etwa 105.000 Lichtjahren. 
Das Objekt wurde von dem US-amerikanischen Astronomen Edward E. Barnard (1857–1923) entdeckt. 